# Bel-Ami
Pour les articles homonymes, voir Bel-Ami (homonymie).
Bel-Ami est un roman réaliste de Guy de Maupassant (1850-1893), publié en 1885. L'action du récit se déroule à Paris sous la Troisième République.
Le roman retrace l’ascension de Georges Duroy (devenu Georges Du Roy de Cantel), homme ambitieux, manipulateur et séducteur sans scrupules, arriviste et opportuniste, employé au bureau des chemins de fer du Nord et qui est monté au sommet de la pyramide sociale parisienne. Sur fond d'expansion coloniale, Maupassant décrit les liens étroits entre le capitalisme, la politique, la presse ainsi que l’influence des femmes, privées de vie politique et qui œuvrent dans l’ombre pour éduquer et conseiller.
L'œuvre se présente comme une petite monographie satirique de la presse parisienne dans la mesure où Maupassant fait implicitement part de son expérience de reporter.
Le roman paraît d'abord sous forme de feuilleton dans le quotidien Gil Blas, avant d'être édité en volume aux éditions Victor Havard. Les éditions Ollendorff publient la première édition illustrée en 1895. Bel-Ami est l'une des œuvres romanesques qui a le plus séduit scénaristes et réalisateurs internationaux.

## Résumé
Georges Duroy est un ancien sous-officier du 6e régiment des hussards ayant passé des années en Algérie, qui travaille dans les bureaux de la Compagnie des chemins de fer du Nord, à Paris. Très dépensier, il peine à joindre les deux bouts, mais retrouve par hasard un ancien camarade de régiment, Charles Forestier. Attristé par la situation de Duroy, Forestier, rédacteur au journal La Vie Française propose de l'engager comme journaliste et l'invite à une soirée mondaine chez lui. Forestier lui donne alors deux louis pour qu'il s'achète de nouveaux habits pour le dîner du lendemain, mais Duroy en dépense la moitié le soir même avec une prostituée des folies bergères, Rachel.
Au dîner, Duroy fait la connaissance de Norbert de Varenne et Jacques Rival journalistes à La Vie française, de M. et Mme Walter le patron de La Vie française et sa femme, et de Mme de Marelle et sa fille Laurine. Durant le repas, il se fait remarquer par ses récits sur la vie en Algérie, qui attirent l'attention de M. Walter, directeur de La Vie Française, qui accepte alors de lui accorder un entretien le lendemain. Il parvient également à se rapprocher de Clotilde de Marelle, une amie de Forestier.
Étant incapable d'écrire un article sur l'Algérie comme requis, Duroy va demander de l'aide à Forestier, qui le fait aider par sa femme, Madeleine Forestier. En fait, celle-ci lui demande seulement quelques détails puis lui dicte l'article, en ajoutant des péripéties inventées par elle. Duroy se présente ensuite à l'entretien prévu avec M. Walter, qui accepte de l'embaucher au journal comme reporter,.
Le lendemain, plein d'enthousiasme, il va acheter La Vie Française dès l'aube. Il part ensuite déposer sa démission à la Compagnie des chemins de fer du Nord. À peine arrivé à son nouveau travail, Duroy n'est déjà plus considéré par Forestier comme un ami mais comme un simple subalterne,. Dans la soirée, Duroy ne parvient toujours pas à écrire la suite de son article sur l'Algérie, et décide donc de rendre visite à Mme Forestier le lendemain pour lui demander de l'aide. Il y est très mal accueilli par M. Forestier qui le congédie. Il décide donc de l'écrire lui même, tant bien que mal dans un style assez maladroit, mais son histoire ne paraîtra pas le lendemain car jugée trop mal écrite par le journal. Duroy décide donc de se concentrer sur son métier de reporter, et parvient à s'y faire un nom.

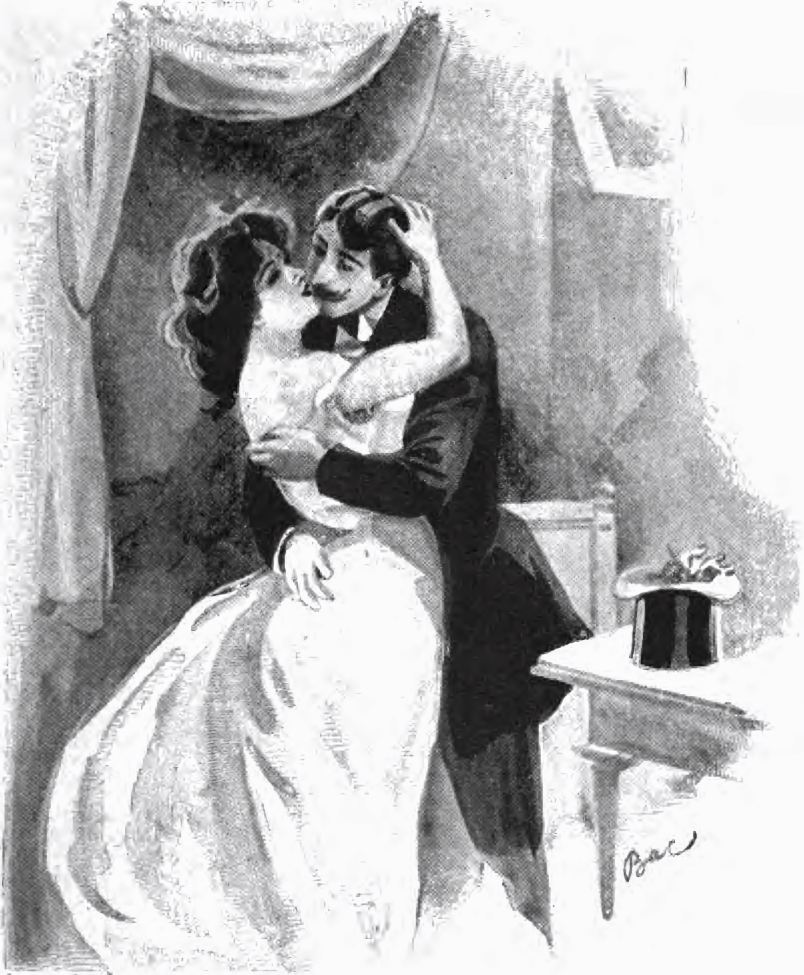
Dessin de Ferdinand Bac pour Bel-Ami.

Georges gravit peu à peu les échelons et commence une relation avec Clotilde de Marelle, dont le mari est presque toujours absent. Trouvant que Charles Forestier ne le traite pas avec suffisamment de respect, Duroy commence à le haïr et décide de séduire sa femme. Madeleine Forestier le rejette, mais ils concluent un simple pacte d’amitié. La santé de Charles Forestier, affaibli par une mauvaise toux, se détériore rapidement, et il meurt peu après la venue de Georges invité par Madeleine à rejoindre le couple dans le sud de la France. Celui-ci demande alors la veuve en mariage. Après un long temps de réflexion, Madeleine Forestier accepte, en insistant pour garder son indépendance.
La carrière de Duroy décolle, mais ses collègues ne cessent de l'appeler Forestier, ce qui le rend furieux. Il insiste alors pour que sa femme déclare qu'elle a trompé Forestier, ce qu'elle refuse de faire, et recommence sa liaison avec Clotilde de Marelle. Pressentant que Mme Walter, la femme du directeur du journal, est attirée par lui, il lui fait une déclaration d'amour passionnée et elle finit par reconnaître son amour pour lui. Cependant, Duroy se lasse très vite d'elle, la jugeant immature, et tente de rompre. Pour le garder, elle lui révèle un délit d'initié orchestré par Laroche-Mathieu, le ministre des Affaires étrangères, et son mari : la France va coloniser le Maroc sous peu, alors que Duroy vient de rencontrer le ministre qui lui a certifié le contraire. M. Walter, ayant acheté auparavant une grande partie de la dette du Maroc, devient immensément riche, contrairement à Duroy, qui n'a pas pu en profiter outre mesure.
Fou de jalousie et constatant que Suzanne Walter, la fille cadette, n'aime que lui, il échafaude un plan pour l'épouser. S'étant rendu compte que sa femme le trompe avec le ministre des Affaires étrangères, Laroche-Mathieu, il appelle la police et les mène à l'appartement dans lequel ils se retrouvent. Un constat d'adultère est fait, ce qui lui permet de divorcer. Suzanne fugue ensuite de chez ses parents, et Duroy leur écrit qu'elle ne reviendra que s'ils acceptent leur union. Mme Walter, furieuse, refuse catégoriquement mais son mari accepte, craignant pour sa réputation si on apprenait que sa fille s'est enfuie. Duroy épouse alors Suzanne Walter, acquérant ainsi une grande fortune et un poste prestigieux au sein du journal. Le jour même de son mariage, il renoue avec Mme de Marelle et envisage de poursuivre sa relation avec elle.

## Personnages
- Georges Duroy, surnommé « Bel-Ami », est issu de la petite bourgeoisie normande, ses parents sont tenanciers d'une auberge à Canteleu, à côté du Petit-Quevilly, en Haute-Normandie. Il est un ancien sous-officier des hussards et a fait « deux années d’Afrique » en Algérie en tant que sous-officier du 6e régiment de hussards et en a conservé son « chic de beau soldat tombé dans le civil ». « Il [porte] beau par nature » et a une moustache qui « s’ébouriffait sur sa lèvre, crépue, frisée, jolie, d’un blond teinté de roux avec une nuance plus pâle dans les poils hérissés des bouts » qui plaît beaucoup aux femmes qu'il aime séduire . Il est au début du roman employé depuis six mois « au bureau des Chemins de fer du Nord, à quinze cents francs par an ». Il retrouve ensuite à Paris Charles Forestier, un ancien camarade de régiment, rédacteur à La Vie française et qui va lui permettre de rentrer dans le milieu du journalisme. La première femme qu'il connaît est Rachel, une prostituée qui travaille aux Folies Bergère qu'il se paie grâce à la générosité de Charles qui lui a prêté de l'argent pour louer des habits. Il devient ensuite l'amant d'une amie des Forestier, Madame de Marelle. Après la mort de Forestier, Georges Duroy épouse Madeleine, la veuve de Forestier, et reprend les fonctions de ce dernier à La Vie française. Il devient alors l'amant de madame Virginie Walter, la femme du propriétaire du journal et obtient la légion d'honneur des mains du ministre des Affaires étrangères. Il finit par surprendre sa femme en flagrant délit d'adultère et divorce donc de celle-ci. Il épouse enfin, à la fin du roman, Suzanne, la fille des Walter. Alors rédacteur en chef de La Vie française, c'est un homme influent avec les femmes.
- Mme Clotilde de Marelle, première maîtresse importante de Georges, elle aime s'amuser et aimer. C'est une bourgeoise bohème qui ne se soucie pas de l'argent qu'elle dépense (elle loue par exemple un appartement complet à Georges Duroy). Elle aime celui-ci profondément et son amour semble réciproque. Ils rompront quatre fois mais la fin laisse à supposer que leur idylle n'est pas terminée. Clotilde est mariée à Monsieur de Marelle lequel, compte tenu de ses absences fréquentes, permettra à sa femme de prendre beaucoup d'amants et qui apprécie beaucoup Bel-Ami (lequel lui permettra même de gagner beaucoup d'argent grâce à un délit d'initié)
- Charles Forestier, ancien camarade de Duroy et mari de Mme Forestier avant son décès. C'est un homme qui a réussi dans la presse et qui aide Georges à trouver du travail dans le journal La Vie française.
- Mme Madeleine Forestier, personnage original du journalisme moderne, elle est l'épouse d'un ami du héros, Charles Forestier. Femme blonde et séduisante, elle est un double ambitieux du héros. Dotée et mariée à Forestier par un vieil ami de sa famille, elle sait se procurer des informations intéressantes et les mettre en forme pour son mari journaliste. Après la disparition de ce dernier, Madeleine épouse Duroy  dont elle devient le pygmalion. Ils connaissent une passion intense et brève, se trompent mutuellement puis divorcent. À la fin du livre, Madeleine vit « une vie très retirée dans le quartier Montmartre ». Selon le collègue de Bel-Ami, Varenne, elle s'est amourachée d'un autre arriviste « Elle vit très retirée, m’a-t-on dit, dans le quartier Montmartre. Mais… il y a un mais… je lis depuis quelque temps dans la Plume des articles politiques qui ressemblent terriblement à ceux de Forestier et de Du Roy. Ils sont d’un nommé Jean Le Dol, un jeune homme, beau garçon, intelligent, de la même race que notre ami Georges, et qui a fait la connaissance de son ancienne femme. D’où j’ai conclu qu’elle aimait les débutants et les aimerait éternellement. ». Madeleine Forestier est le personnage le plus moderne du roman, décrite comme une femme séduisante et déterminée. Manipulatrice et indépendante, elle choisit ses relations, se sert des hommes pour réussir et accédera au monde de la politique grâce à Laroche-Mathieu. Elle garde pourtant une part de mystère car elle cachera jusqu'à la fin la véritable nature de sa relation avec le comte de Vaudrec qui lui léguera toute sa fortune. Duroy rencontre Madeleine Forestier lors d’un dîner chez Charles, son ami journaliste[26]. C’est la première femme que rencontre Duroy (hormis Rachel, la fille de joie). C’est le début de l’ascension sociale de Duroy, qui découvre enfin une femme du monde, plus difficile à séduire mais plus intéressante et surtout plus utile. Madeleine est décrite comme une « jeune femme blonde très jolie », à la « taille bien souple » avec une « poitrine grasse », « des yeux gris », « un nez mince », « des lèvres fortes », et un « menton un peu charnu » à « la figure irrégulière et séduisante, pleine de gentillesse et de malice ».  En plus de sa jeunesse et de sa beauté, elle est intelligente et vive d’esprit. C’est elle qui écrit en majeure partie les articles de son mari et elle se passionne pour la politique. Mme de Marelle dit d’elle : « Elle fait tout. Elle est au courant de tout, elle connaît tout le monde sans avoir l'air de voir personne; elle obtient ce qu'elle veut, comme elle veut et quand elle veut. Oh ! Elle est fine, adroite et intrigante comme aucune, celle-là. En voilà un trésor pour un homme qui veut parvenir ».  Lors de ce premier dîner, elle cerne immédiatement la personnalité de Duroy. Elle sait qu’il ira loin car elle sent son talent de séducteur et de journaliste, notamment lorsqu’il raconte ses voyages en Afrique. Elle le couve d'un regard « protecteur et souriant », d'un regard de connaisseur qui semble dire : « Toi, tu y arriveras ».  Madeleine est une femme calculatrice qui ne se laisse pas leurrer. C’est elle qui pousse Duroy à faire sa cour à Mme Walter, la femme du Patron.  À la mort de son mari, elle accepte Duroy comme second époux, sachant qu’elle pourra toujours mener son ancienne vie avec lui. Elle lui fait aussi comprendre clairement qu’elle tient à sa liberté et à son indépendance « Il faudrait que cet homme s’engageât à voir en moi une égale, une alliée, et non pas une inférieure et une épouse soumise » ; paroles d'un féminisme inédit et déplacé pour l'époque, où le mari domine dans le couple et où la femme n'est pas l'égale du mari.  En fin de compte, elle trompe son conjoint. C’est en compagnie du ministre des Affaires étrangères que Duroy la surprend en flagrant délit d’adultère. Il en profite pour divorcer, car il convoite la fille de son patron.  Madeleine, à partir de ce jour, n’apparaît plus comme une femme irréprochable, mais continuera d’écrire pour des journaux comme "La Plume", sous le pseudonyme d’un jeune rédacteur, son nouvel amant…
- M. Walter, directeur du journal La Vie française et puissant financier. Il s'enrichira en faisant des placements boursiers au Maroc à bas prix, avant l'annexion du pays, afin de les revendre beaucoup plus cher une fois le pays devenu français. Sa fortune nouvelle participera au rachat d'un hôtel luxueux où il résidera et à l'achat de la peinture Jésus marchant sur les flots que toute la bourgeoisie voudra observer. Il devient par cet événement un des riches hommes d'affaires du moment.
- Laroche-Mathieu, ministre des Affaires étrangères et amant de Madeleine Forestier. Georges le méprise depuis qu'il lui a menti sur l'affaire du Maroc. Il le destituera de sa place de ministre en le dénonçant dans un de ses articles sur le flagrant délit d'adultère.
- Saint-Potin, le reporter sous les ordres de Forestier, qui sera son fidèle serviteur. Il apprend le métier de journaliste à Georges Duroy à ses débuts au journal La Vie française
- Jacques Rival, le chroniqueur parisien, incarnation du Paris des apparences.
- Norbert de Varenne, poète pessimiste, solitaire, hanté par la mort, l'un des masques de Maupassant.
- Mme Virginie Walter, fille de banquier, elle est mariée avec M. Walter, le patron du journal La Vie française où travaille Georges Duroy. Elle est dépeinte comme «une grande belle femme aux manières distinguées et aux allures graves». Puis Bel-Ami, aux débuts de son amour la peint « belle et jeune », parle du « soulèvement gras des seins », « une certaine allure de maman tranquille ». Folle amoureuse, elle devient la maîtresse de Bel-Ami et fait de lui le chef des Échos du journal. Puis, lorsqu’il veut la quitter, elle s’y refuse et elle lui offre de l’argent. Meurtrie dans sa passion, elle ne peut supporter par la suite de le voir partir avec sa fille.
- Suzanne Walter, une adolescente romanesque et naïve, victime désignée de l'arriviste. Elle est décrite comme une « frêle poupée blonde, trop petite mais fine, avec la taille mince ». Bel-Ami l'épouse à la fin du roman, au désespoir de sa mère, beaucoup trop attachée à Bel-Ami. La vie bourgeoise l'a enfermée dans ses rêveries, dans ses poétiques fictions vécues comme d'heureux mensonges. C'est une jeune fille naïve au cœur tout neuf, sans défense, avec sa fantaisie et sa fragilité, qui adorait rire des autres avec Georges.
- Laurine, la « femme-enfant » et fille de Mme de Marelle, qui donne à Georges Duroy le surnom de Bel-Ami, qui s'adaptera ensuite à quasiment toutes les personnes avec qui il est proche. Laurine habituellement réservée, s'amuse beaucoup avec Georges, au point d'être jalouse lorsque celui-ci se marie avec Madeleine Forestier.
- Rachel, la prostituée qui ne fait pas payer Bel-Ami et qui, plus tard, le ridiculise devant Mme de Marelle, mais qui continuera toujours à le porter dans son cœur après ses diverses déceptions. C'est la première personne avec qui Bel-Ami a des relations sexuelles dans le roman.
- Louis Langremont, journaliste pour La Plume qui se battra plus tard en duel contre Georges Duroy, mais sans gravité puisqu'aucun des deux ne se touche.

## Analyse
Bel-Ami est une œuvre du courant réaliste. Elle comporte cependant quelques caractéristiques du naturalisme mais ne répond pas entièrement à la définition que Zola donne à ce courant.

### Regard porté sur le journalisme
Maupassant décrit le journalisme à travers le journal La Vie française et n’en donne pas une image très positive. C’est un milieu d’oisiveté : les journalistes passent une partie de leur journée à jouer au bilboquet, Duroy a beaucoup de temps de libre pour aller voir ses maîtresses. C’est aussi un milieu de suffisance : les reporteurs ne vont pas toujours sur le terrain vérifier leurs informations, à l’image de Saint Potin qui ressert toujours les mêmes informations, en changeant juste les titres, et qui n’interviewe pas directement les personnalités, préférant se fier aux paroles des concierges d’hôtel. Au début du roman, Saint Potin explique à Duroy qui apprend le métier qu’il faut simplement donner aux articles une apparence de sérieux et écrire ce que le lecteur a envie de lire.
Maupassant décrit aussi les journalistes comme étant inféodés à l’argent et au pouvoir. Ainsi, Walter, le directeur du journal, est davantage un homme d’affaires qu’un directeur de journal : sa publication lui sert surtout à soutenir ses opérations financières et accaparer le pouvoir politique. Les autres journalistes apparaissent aussi comme facilement corruptibles et intéressés par les spéculations que lance le directeur.
Les journalistes jouent un double jeu avec pouvoir politique : ils peuvent faire et défaire des ministères, propulser sur le devant de la scène un futur ministre (Laroche-Mathieu doit son poste ministériel à l’activisme du journal en sa faveur) mais les journalistes peuvent aussi se faire manipuler par ce même pouvoir. C’est l’exemple de Duroy qui se fait quasiment dicter son article par le nouveau ministre et qui s’apercevra qu’il a été dupé sur l’affaire de l’intervention de la France au Maroc.
Cependant, dans un article en réponse aux critiques dont son livre en fut l'objet, Maupassant n'affirma n'avoir décrit que l'une de ces feuilles interlopes, sorte d'agence d'une bande de tripoteurs politiques et d'écumeurs de bourses, comme il en existe quelques-uns, malheureusement".

### Description de la société duXIXesiècle
Maupassant décrit surtout la vie des gens aisés, de la bourgeoisie, de l’élite du journalisme et de la politique. Ce sont des gens qui sortent souvent, vont au théâtre, invitent des amis chez eux, participent à des soirées mondaines. Cette société accorde une forte importance à l’argent, à la réussite sociale et au pouvoir. Ainsi, l’ascension de Georges Duroy peut être comparée à la propre ascension de Maupassant. En effet, Bel-Ami est la description parfaite de l'inverse de Guy de Maupassant, Georges Duroy devenant une sorte de contraire de l'auteur, dont Maupassant se moquera tout au long du roman.
L’auteur affirme qu’il n’est pas nécessaire d’être spécialement intelligent pour être admiré de tous et gravir l’échelle sociale, il suffit, à l’image de Georges Duroy, de miser sur son apparence et laisser croire qu’on est cultivé. Maupassant décrit une société où tout est question d’apparence et où on ne progresse pas sans trahir.
L’auteur a aussi un regard très sévère sur les politiques, décrits comme opportunistes et prêts à toutes les magouilles pour s’enrichir davantage et conquérir le pouvoir.

## Adaptations

### Au cinéma
- 1919 : Bel-Ami, film italien réalisé par Augusto Genina
- 1939 : Bel-Ami, film allemand réalisé par Willi Forst (avec la chanson Bel Ami interprétée par Tino Rossi).
- 1947 : Bel-Ami (The Private Affairs of Bel Ami), film américain réalisé par Albert Lewin
- 1947 : El buen mozo. La historia de una canalla, film mexicain réalisé par Antonio Momplet
- 1952 : Les Dents longues, film français réalisé par Daniel Gélin
- 1955 : Bel-Ami, film franco-germano-autrichien réalisé par Louis Daquin
- 1966 :  Bel Ami 2000 oder wie verführt man einen Playboy?, film autrichien  réalisé par Michael Pfleghar
- 1974 : Le Mouton enragé, film franco-italien réalisé par Michel Deville
- 1976 : L’Emprise des caresses (Bel Ami), film franco-suédois réalisé par Bert Torn
- 2012 : Bel-Ami, film italo-britannique réalisé par Declan Donnellan et Nick Ormerod, avec Robert Pattinson dans le rôle-titre

### À la télévision
- 1968 : Bel-Ami, téléfilm allemand réalisé par Helmut Käutner
- 1971 : Bel-Ami, téléfilm britannique réalisé par John Davies
- 1978 : Bel Ami, feuilleton télévisé espagnol réalisé par Francisco Abad
- 1979 : Bel Ami, téléfilm italien réalisé par Sandro Bolchi
- 1982 : Bel-Ami, feuilleton télévisé français réalisé par Pierre Cardinal
- 2002 : Bel Ami, l’uomo che piaceva alle donne, mini-série italienne en deux épisodes réalisée par Massimo Spano
- 2005 : Bel-Ami, téléfilm franco-belge réalisé par Philippe Triboit

### Au théâtre
- Bel-Ami, pièce de théâtre de Fernand Nozière d'après le roman de Guy de Maupassant, représentée pour la première fois en 1912.